# Jüdischer Friedhof (Humenné)

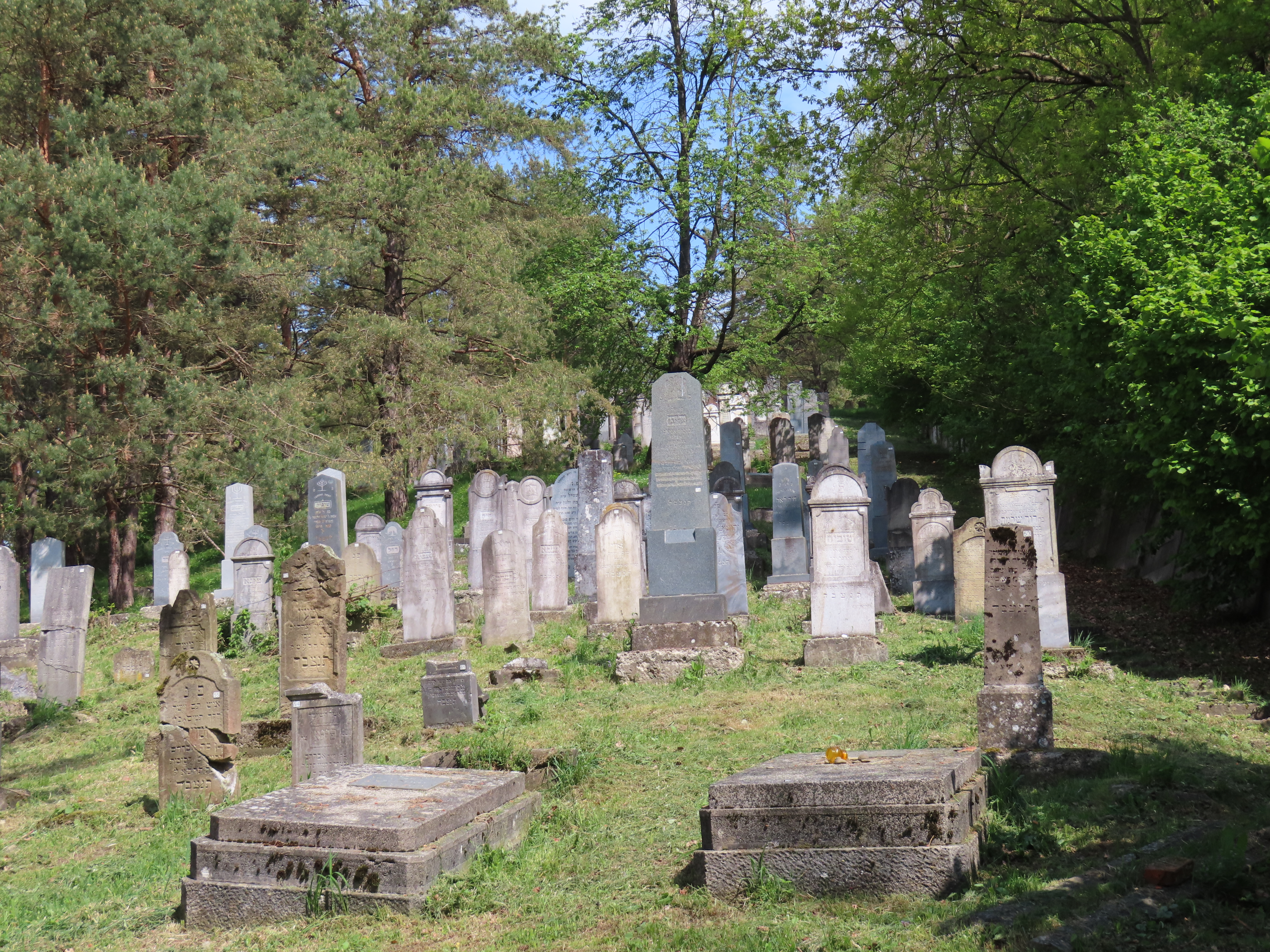
Jüdischer Friedhof in Humenné

Der Jüdische Friedhof in Humenné im Nordosten der Slowakei liegt circa zwei Kilometer nördlich des Stadtzentrums an einem Steilhang auf einer Waldlichtung.
Er ist von einer Mauer umgeben, ein abgeschlossenes Tor verhindert einen spontanen Zugang.
Er wird gepflegt.
Über das Alter gibt es unterschiedliche Angaben: die Anlage soll seit 1828 bestehen; andererseits ist der älteste Grabstein bereits von 1772.
Ebenfalls wird die Anzahl der erhaltenen Grabsteine mit „zwischen 500 und 5000“ sehr ungenau angegeben.